# 오르미 호리

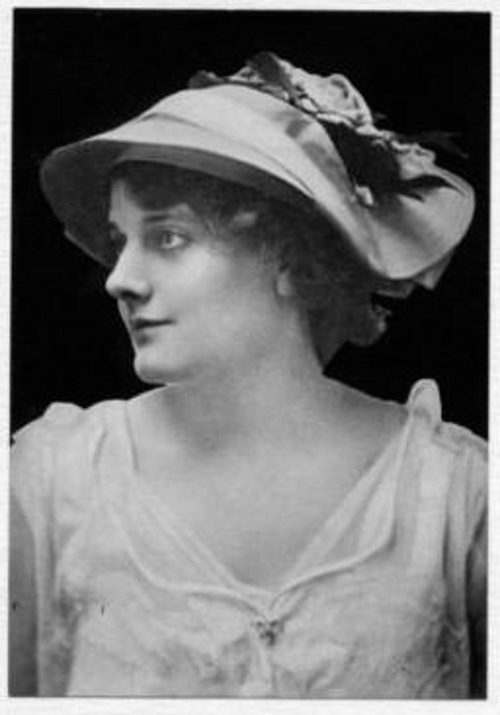

오르미 호리(Ormi Hawley, 1889년 2월 21일 ~ 1942년 6월 3일)는 미국의 배우, 영화배우이다.
홀리 요크에서 태어났으며 롬에서 사망하였다.

## 영화
- 마이클 스트로고프 (1914년)